# Dipartimento di Valle del Cauca
Il dipartimento di Valle del Cauca è uno dei 32 dipartimenti della Colombia. Il capoluogo del dipartimento è Cali.

## Geografia fisica
Il dipartimento di Valle del Cauca è situato nella parte centro-occidentale del paese. Confina a nord con i dipartimenti di Risaralda, a sud con il dipartimento di Cauca, ad est con il dipartimento di Tolima e Quindío e ad ovest con il dipartimento di Chocó e con l'Oceano Pacifico.
Il dipartimento prende il nome dal fiume Cauca che nel suo corso verso nord forma una valle tra le catene andine della Cordigliera Occidentale e la Cordigliera Centrale. È stato istituito nel 1909 separandolo dal dipartimento di Cauca.
Il territorio è suddiviso in quattro zone distinte: una pianura costiera lungo la costa del Pacifico con un clima umido, la zona attraversata dalla Cordigliera Occidentale, la fertile valle attraversata del fiume Cauca, e ad ovest i rilievi della Cordigliera Centrale.
Il dipartimento ospita i parchi nazionali di Farallones de Cali, Tatamá e Páramo de las Hermosas.

## Geografia antropica

### Suddivisioni amministrative
Il dipartimento di Valle del Cauca si compone di 42 comuni:
- Alcalá
- Andalucía
- Ansermanuevo
- Argelia
- Bolívar
- Buenaventura
- Bugalagrande
- Caicedonia
- Cali
- Calima el Darién
- Candelaria
- Cartago
- Dagua
- El Águila
- El Cairo
- El Cerrito
- El Dovio
- Florida
- Ginebra
- Guacarí
- Guadalajara de Buga

- Jamundí
- La Cumbre
- La Unión
- La Victoria
- Obando
- Palmira
- Pradera
- Restrepo
- Riofrío
- Roldanillo
- San Pedro
- Sevilla
- Toro
- Trujillo
- Tuluá
- Ulloa
- Versalles
- Vijes
- Yotoco
- Yumbo
- Zarzal

## Amministrazione

### Gemellaggi
- Lehrte - Germania (gem.parrocchiale)